# 高松市立木太中学校
高松市立木太中学校（たかまつしりつ きたちゅうがっこう）は、香川県高松市木太町にある市立中学校。

## 概要
高松市の中部、木太地区と太田地区との境界部分に位置している。校区の大部分は太田第2土地区画整理事業の施行区域で、近年急速に市街化が進んだ区画整然とした街並みが広がっている。
学校名は地区名である木太を冠しているが、他の地区のように終戦時の小学校区を母体として地区全体を包括する中学校ではなく、校区の多くに太田地区を含んでいる。その反面かつて木太地区に位置した旧・木太中学校は木太小学校の校区（当時は木太南・木太北部小学校は存在しなかった）を母体として地区全体を校区とする中学校であった。

## 学校データ
- 生徒数：619人（2010年度[1]）

学校施設（2009年5月1日時点）
- 普通教室：22教室
- 特別教室：18教室
- 校舎面積：6495m2
- 体育館面積：1154m2

服装規定
- 制服：あり（通年必用）
- 防寒着：学校指定ウインドブレーカー[2]

## 歴史
かつて木太地区には同名の旧・木太中学校が存在したが、1950年（昭和25年）2月に旧・花園中学校との統合により玉藻中学校が新設されたため廃止されている。そして高度経済成長の人口増加により、校区内に中央小学校と木太南小学校が相次いで新設開校し、その2小学校に対応する中学校として桜町中学校、玉藻中学校から校区を分離し、旧中学校とは異なる位置・範囲を校区として1986年（昭和61年）4月1日に新・木太中学校が開校した。ちなみに中学校の敷地は当時のため池（ガラ池）を埋め立てて建設されたものである。

### 年表
- 1986年（昭和61年）4月1日 - 開校。
- 1987年（昭和62年）3月 - 校歌制定。
- 2003年（平成15年）4月1日 - 高松市教育委員会2学期制推進モデル校として、市内他校に先行して3学期制を廃して2学期制を導入。
- 2008年（平成20年）11月1日 - 区画整理事業区域内の換地処分公告に伴い所在地が木太町251番地から現在のものへ変更。

### 全校生徒数の推移
木太中学校の生徒数は2004年まで大幅に減少していたが、2005年からは一転して増加傾向にある。
- 1999年度：701人
- 2000年度：646人（-55人）
- 2001年度：620人（-26人）
- 2002年度：552人（-68人）
- 2003年度：528人（-24人）
- 2004年度：517人（-11人）
- 2005年度：543人（+26人）
- 2006年度：571人（+28人）
- 2007年度：574人（+3人）
- 2008年度：566人（-8人）
- 2009年度：579人（+13人）
- 2010年度：619人（+40人）

## 教育目標
- 知性を磨き、調和のとれた人格を育成する

## 通学区域
通学区域は高松市太田地区及び木太地区の各一部。校区の多くは区画整理（太田第1、第2土地区画整理事業）が行われている地域で、新商業地域やそれを囲むような新興住宅地が多い。
- 高松市
  - 今里町二丁目
  - 松縄町
  - 伏石町2078番地～2086番地、2091番地～2107番地、2113番地～2123番地、2128番地～2180番地
  - 木太町357番地1、360番地、361番地2、365番地2、9、410番地1、411番地～416番地6、419番地、420番地1、2、421番地1、424番地～430番地、435番地～490番地1、492番地4、493番地～496番地、497番地5、10、498番地1、8～11、13、499番地～501番地1、3、5、8、502番地～882番地、1001番地～1002番地、1003番地3、1011番地～1013番地、1014番地3、1047番地3～5、1048番地～1097番地、1107番地～1539番地1、1539番地5～1608番地1、1609番地1、4、6、7、1609番地9～11、1610番地3、1612番地～1618番地1、1627番地3、1628番地1、3、1629番地1、4、1632番地1、1633番地3、1634番地3、1671番地1、7、1683番地1、5～7、9、1684番地3、1685番地、1686番地～1688番地1、1688番地8、9、1689番地1、1690番地1、4、1696番地1、1697番地1、3、4、1699番地～1769番地、1770番地3、772番地、1774番地1、4～17、1775番地1、4、6～8、10～14、16～23、25、1776番地～1809番地3、1810番地1、1811番地3、1814番地1、5、6、8、9、1815番地1、4～6、9～11、3916番地3、5、3918番地1、5、3919番地～3920番地1、3921番地、3922番地1～4、3923番地2、3、3924番地1～15、3925番地1、3926番地4、3927番地～3929番地1、3930番地3、3931番地3、3932番地、3933番地1、4～13、3935番地3、9～19、3936番地3、3939番地3～5、3940番地1、2、3941番地～3969番地2、3970番地、3971番地、3981番地～4498番地、5001番地～5116番地

## 進学前小学校
- 高松市立中央小学校
- 高松市立木太南小学校

## 校区内の主な施設
- 国道11号高松東バイパス（さぬき夢街道）
- 香川県道43号中徳三谷高松線
- 香川県道272号高松志度線
- ことでん長尾線林道駅・木太東口駅

## 交通
- ことでん長尾線林道駅より徒歩26分（1.4km）
- ことでんバスショッピング・レインボー循環バス レインボーロード天満屋ハピータウン・DEPO前バス停より徒歩16分